# Valberto Amorim dos Santos
Valberto Amorim dos Santos (nacido el 16 de marzo de 1973) es un exfutbolista brasileño que se desempeñaba como centrocampista.
Jugó para clubes como el Portuguesa Santista, NEC Yamagata, Internacional, Londrina, Gama, Os Belenenses, Albirex Niigata y Paraná.

## Trayectoria

### Clubes
| Club                | País     | Año         |
| ------------------- | -------- | ----------- |
| Portuguesa Santista | Brasil   | 1993        |
| NEC Yamagata        | Japón    | 1994        |
| Portuguesa Santista | Brasil   | 1994 - 1996 |
| Internacional       | Brasil   | 1997        |
| Anápolis            | Brasil   | 1998        |
| Londrina            | Brasil   | 1998        |
| União Barbarense    | Brasil   | 1999        |
| Gama                | Brasil   | 1999        |
| Rio Branco          | Brasil   | 2000        |
| Gama                | Brasil   | 2000        |
| Os Belenenses       | Portugal | 2000 - 2001 |
| Gama                | Brasil   | 2001        |
| Albirex Niigata     | Japón    | 2002        |
| União Barbarense    | Brasil   | 2003        |
| Paraná              | Brasil   | 2004 - 2006 |